# Aeródromo Viñamar
El Aeródromo Viñamar es una pista ubicada a 6 kilómetros al sureste de Casablanca, Provincia de Valparaíso, Región de Valparaíso, Chile. Es de propiedad privada.